# Omloop van het Waasland 1987
 De 23e editie van de Belgische wielerwedstrijd Omloop van het Waasland vond plaats op 15 maart 1987. De start en finish vonden plaats in Kemzeke. De winnaar was Frank Pirard, gevolgd door Søren Lilholt en Peter Pieters.

## Uitslag
| Omloop van het Waasland 1987 |               |                       |          |
| Plaats                       | Naam          | Ploeg                 | Tijd     |
| Winnaar                      | Frank Pirard  | Sigma-Diamant         | 5u28'00" |
| 2                            | Søren Lilholt | Système U             | z.t.     |
| 3                            | Peter Pieters | Transvemij-Van Schilt | z.t.     |

1965 · 1966 · 1967 · 1968 · 1969 · 1970 · 1971 · 1972 · 1973 · 1974 · 1975 · 1976 · 1977 · 1978 · 1979 · 1980 · 1981 · 1982 · 1983 · 1984 · 1985 · 1986 · 1987 · 1988 · 1989 · 1990 · 1991 · 1992 · 1993 · 1994 · 1995 · 1996 · 1997 · 1998 · 1999 · 2000 · 2001 · 2002 · 2003 · 2004 · 2005 · 2006 · 2007 · 2008 · 2009 · 2010 · 2011 · 2012 · 2013 · 2014 · 2015 · 2016 · 2017 · 2018 · 2019 · 2020 · 2021 · 2022 · 2023 · 2024